# Raphael Saadiq
Raphael Saadiq /sədiːk/ (nascido Charles Ray Wiggins) é um cantor, compositor, músico e produtor de discos americano, integrante da banda Tony! Toni! Toné!. Ele produziu músicas para artistas como Jill Scott, Erykah Badu, Joss Stone, D'Angelo, TLC, Mary J. Blige, Ledisi, Whitney Houston, Solange e John Legend.

## Discografia

### Álbuns de Estúdio
- Instant Vintage (2002)
- Ray Ray (2004)
- The Way I See It (2008)
- Stone Rollin (2011)
- Jimmy Lee (2019)

### com Tony! Toni! Toné!
- Who? (1988)
- The Revival (1990)
- Sons of Soul (1993)
- House of Music (1996)

### com Lucy Pearl
- Lucy Pearl (2000)